# Volkswagen Tipo 4
La Volkswagen Tipo 4 (Typ 4 in lingua tedesca) è stata un'autovettura prodotta dalla casa automobilistica tedesca Volkswagen tra il 1968 ed il 1974 e commercializzata come Volkswagen 411 e Volkswagen 412.

## Contesto

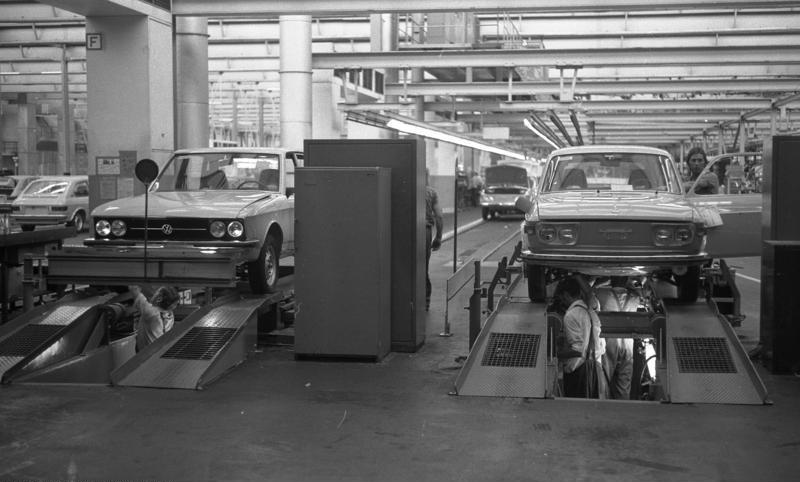
Fasi finali della produzione della 412 e della K70 nello stabilimento di Wolfsburg nel 1973

Quando la casa di Wolfsburg decise di entrare nel segmento medio alto, scelse di non abbandonare le caratteristiche che la contraddistinguevano: motore 4 cilindri boxer raffreddato ad aria montato in posizione posteriore a sbalzo, trazione sul retrotreno, sospensione a ruote indipendenti con barre di torsione e cambio manuale a 4 rapporti.
La nuova vettura, il cui design era simile alla precedente VW 1600 TL e di cui veniva riconosciuta l'influenza avuta dalla Pininfarina in base all'accordo di consulenza in corso in quel periodo, venne presentata al salone dell'automobile di Parigi del 1968.
Anche sulla 411, come già sulla Typ 3, la ventola del raffreddamento ad aria venne calettata direttamente sull'albero motore e vennero utilizzati carburatori orizzontali, sempre con il medesimo intento di ridurre l'altezza del propulsore per ottenere un piano di carico relativamente basso e ampio.

## Volkswagen 411

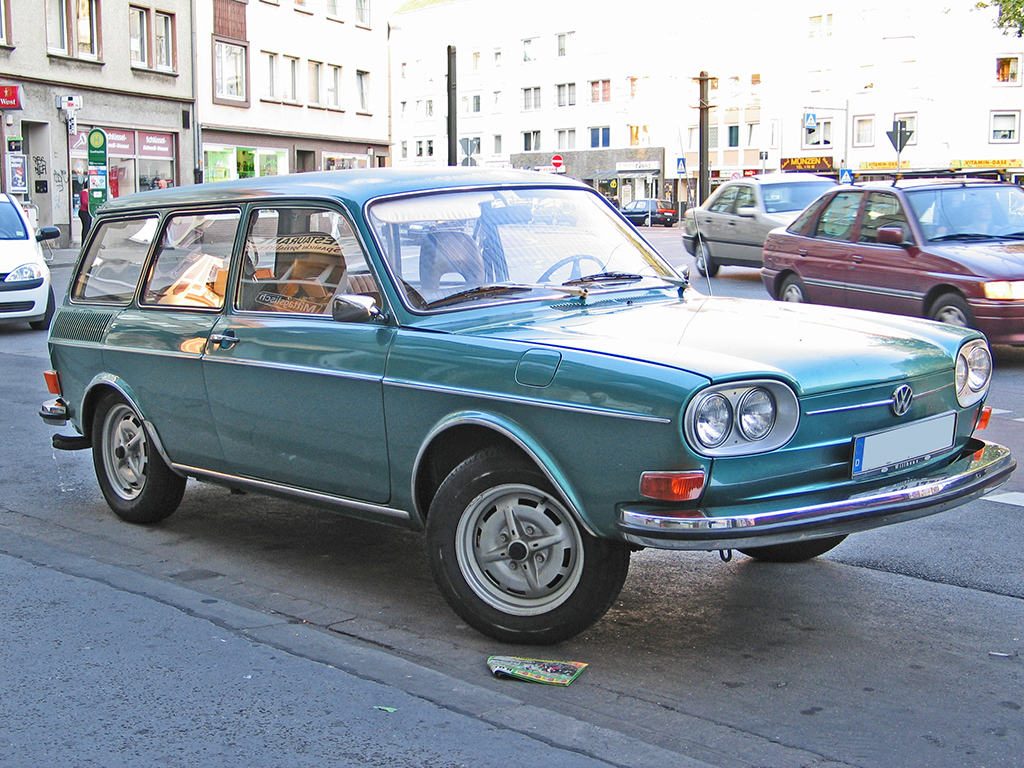
La versione station wagon denominata 411 Variant del 1971

La 411 del 1968, primo modello della stirpe Tipo 4, era una berlina a 2 volumi con coda fastback, disponibile sia in versione a 2 che a 4 porte. Pochi mesi dopo, nel 1969, venne presentata anche la versione Variant, cioè familiare a 3 porte. In questa occasione venne anche rivisto il frontale dell'auto, passata a due fari rotondi dall'unico faro oblungo della presentazione e con il logo VW passato dal cofano al centro della calandra.
Il 4 cilindri boxer che muoveva le 411 aveva una cilindrata incrementata a 1679 cm³, ma, nonostante l'alimentazione con due carburatori, la potenza era modesta: appena 68 CV. Il cambio era manuale a 4 rapporti ma era disponibile anche un cambio automatico.
Poco brillanti le prestazioni con una velocità massima di 146 km/h, penalizzate anche da un corpo vettura ingombrante di 452 cm di lunghezza per 164 di larghezza e relativamente pesante per la tipologia di vettura e per l'epoca con una massa di 1020 kg per la berlina e 1.120 per la Variant. Adeguati, invece, i freni, con impianto di tipo misto.
Solida, rifinita e spaziosa la 411 era penalizzata da una linea poco riuscita e dai consumi elevati in rapporto alle prestazioni.
Nel 1969 venne lanciata la 411 LE (berlina o Variant) con alimentazione a iniezione elettronica da cui la E della sigla, una delle prime adottate su auto di serie. La potenza cresceva a 80 CV, la velocità massima diventava di 154 km/h. Curiosamente, questa stessa motorizzazione con iniezione elettronica fu adottata, con altri parametri, per la versione meno potente della Volkswagen-Porsche 914.

## Volkswagen 412

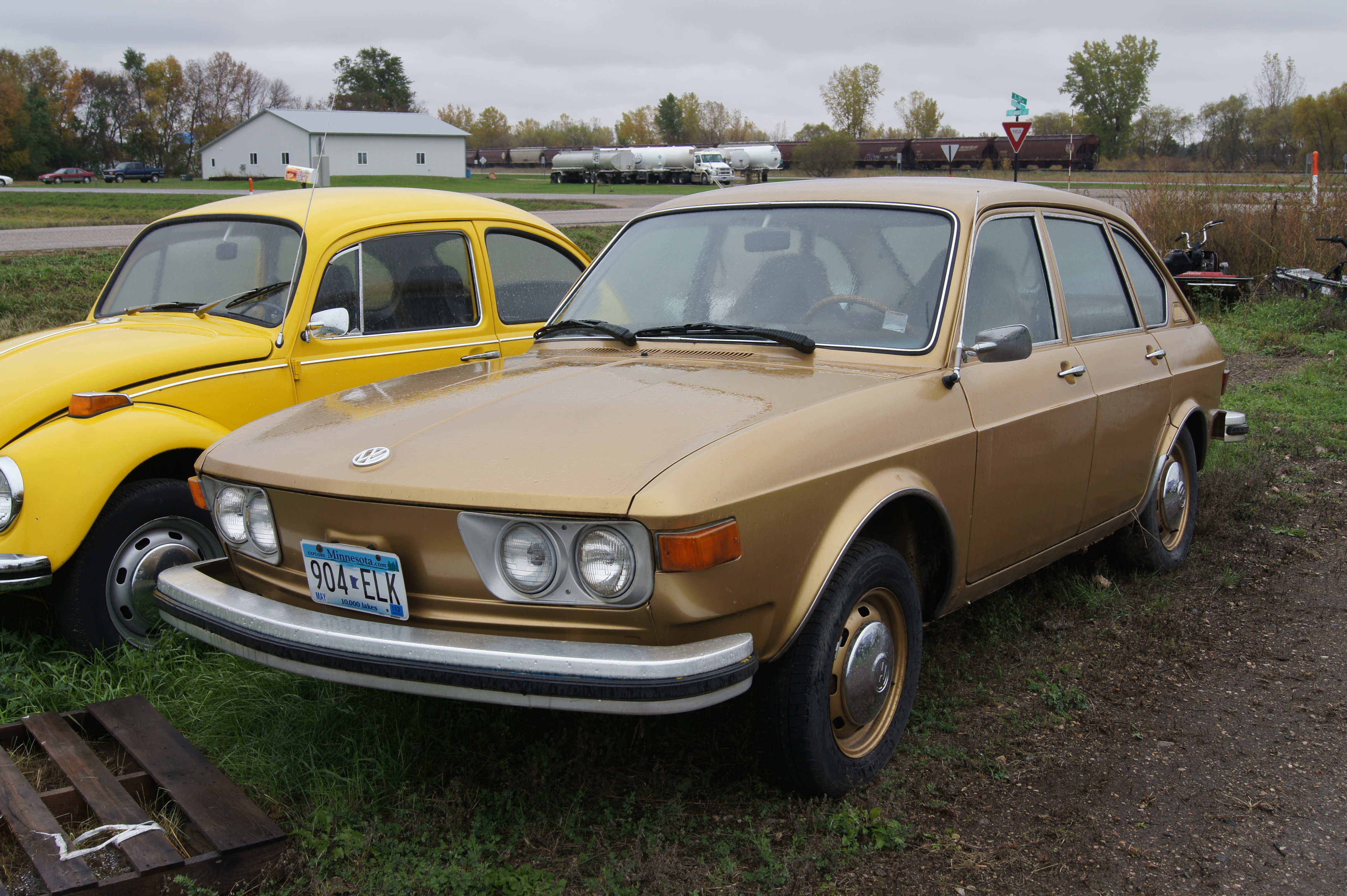
Una Volkswagen 412

Nel 1972 un restyling interessò il frontale con nuovi doppi fari circolari, diversi inediti fregi sulla carrozzeria, paraurti più ampi e con protezione in gomma, la coda con nuovi gruppi ottici più ampi e riposizionati, i profili cromati rivisti e gli interni con una nuova plancia e diversi rivestimenti. Il nome divenne 412. Gli ingombri esterni restarono pressoché invariati, così come le versioni in produzione. 

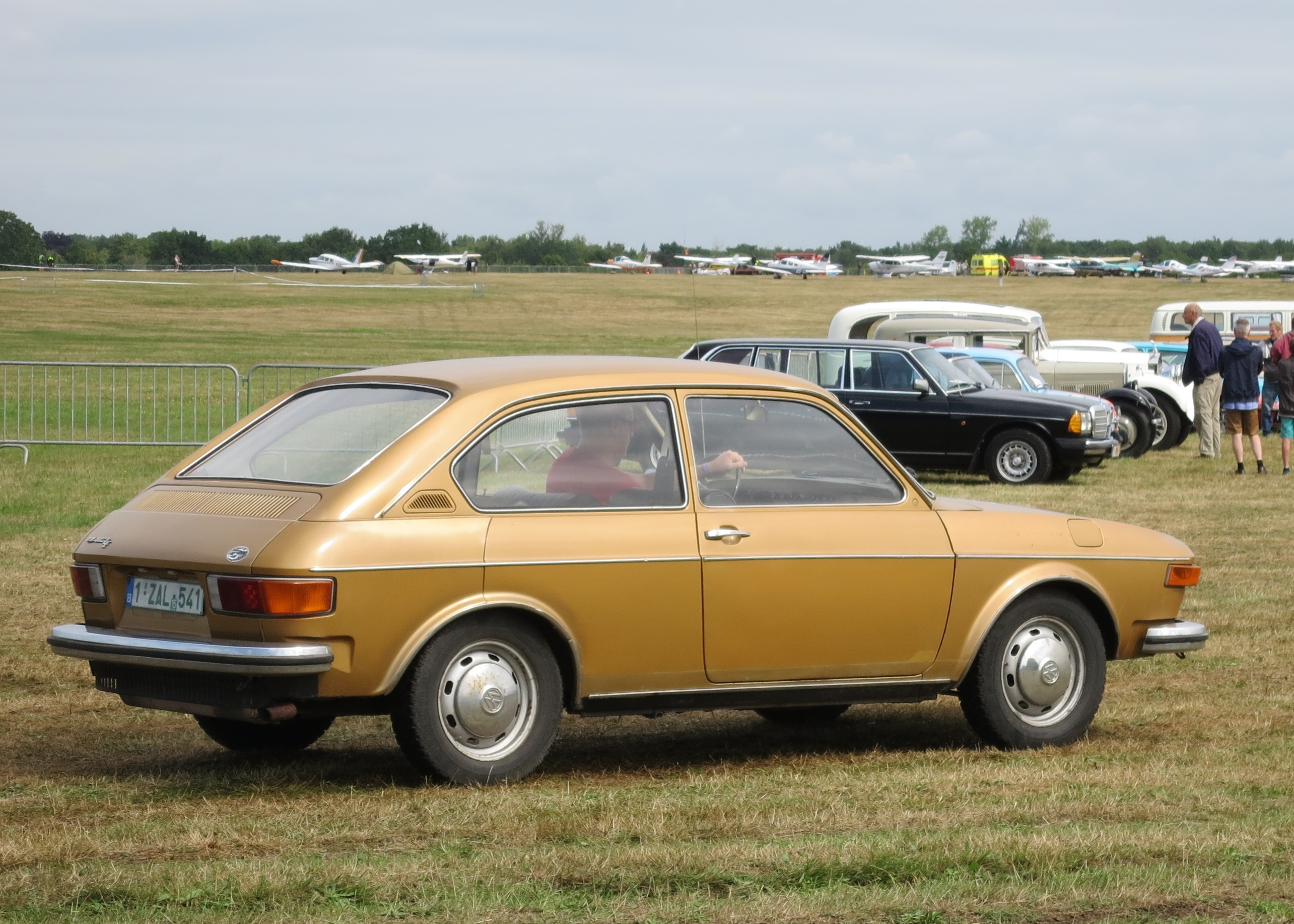
Vista posteriore di una Volkswagen 412

La gamma dei motori venne variata: la versione a carburatori crebbe di cilindrata fino a 1795 cm³, ma perse 1 carburatore con la potenza che arrivò comunque a 75 CV, quella a iniezione invariata nella cilindrata, guadagnò 1 CV. 
La nuova gamma comprendeva sempre gli allestimenti base e L (solo L per la versione a iniezione).
Le 412 uscirono di listino nel 1974 dopo 367.728 esemplari costruiti, sostituite dalla Volkswagen Passat; nell'ultimo anno di produzione, tuttavia, venne abbandonata l'iniezione elettronica che aveva creato non pochi problemi e le versioni LE vennero sostituite dalle LS, con motore a carburatori di 1795 cm³ che sviluppava 85 CV.